# Larry Hennessy
Lawrence E. «Larry» Hennessy (New Rochelle, Nueva York, 20 de mayo de 1929-Williamsburg, Virginia, 20 de agosto de 2008) fue un jugador y entrenador de baloncesto estadounidense que jugó dos temporadas en la NBA y posteriormente cuatro más en la EPBL. Con 1,90 metros de estatura, lo hacía en la posición de base.

## Trayectoria deportiva

### Universidad
Jugó durante cuatro temporadas con los Wildcats de la Universidad Villanova, en las que promedió 23,2 puntos y 5,8 rebotes por partido, Mantiene hoy en día los récords de su universidad en promedio de anotación en una carrera, marca que arrebató a Paul Arizin, y en una temporada, logrando en 1953 un promedio de 29,2 puntos por partido. En 1952 y 1953 fue incluido en el tercer quinteto del All-American.

### Profesional
Fue elegido en la décima posición del Draft de la NBA de 1953 por Philadelphia Warriors como elección territorial, donde no jugó hasta dos años después, después de cumplir con el servicio militar en el Ejército de los Estados Unidos. Actuó como tercer base detrás de Jack George y George Dempsey. Colaboró con 3,7 puntos y 0,9 asistencias en la consecución del anillo de campeones de la NBA, tras derrotar a Fort Wayne Pistons en las Finales.
Tras no renovar con los Warriors, firmó como agente libre por Syracuse Nationals. Allí jugó 21 partidos antes de ser despedido, en los que promedió 6,4 puntos y 2,1 rebotes. De allí se marchó a la EPBL, fichando por los Wilkes-Barre Barons, con los que jugó dos temporadas, ganando el tílulo de campeón en ambas. Fue la gran estrella de su equipo, llegando a anotar 64 puntos en un partido ante los Wilmington Jets en 1958, año en el que fue elegido MVP del campeonato, tras promediar 32,3 puntos por partido.
Jugó al año siguiente en los Allentown Jets, regresando a los Barons en 1960, donde jugaría su última temporada como profesional.

### Entrenador
Sin haberse retirado todavía como profesional, se hizo con las riendas del Neptune High School de Neptune, New Jersey, dirigiendo al equipo durante 24 temporadas, entre 1957 y 1979 y posteriormente de 1985 a 1987, acumulando al menos 35 títulos, entre ellos 6 campeonatos estatales.

## Estadísticas de su carrera en la NBA
| † | Ganó el Campeonato de la NBA |

### Temporada regular
| Año      | Equipo       | PJ | MPP  | %TC  | %TL  | RPP | APP | PPP |
| -------- | ------------ | -- | ---- | ---- | ---- | --- | --- | --- |
| 1955-56† | Philadelphia | 53 | 8.4  | .344 | .813 | .9  | .9  | 3.7 |
| 1956-57  | Philadelphia | 2  | 12.5 | .286 | –    | .5  | 1.5 | 2.0 |
| 1956-57  | Syracuse     | 19 | 18.3 | .321 | .719 | 2.3 | 1.3 | 6.9 |
| Total    | Total        | 74 | 11.0 | .334 | .766 | 1.3 | 1.0 | 4.5 |

### Playoffs
| Año   | Equipo       | PJ | MPP | %TC  | %TL | RPP | APP | PPP |
| ----- | ------------ | -- | --- | ---- | --- | --- | --- | --- |
| 1956† | Philadelphia | 3  | 3.7 | .000 | –   | .3  | .7  | .0  |
| Total | Total        | 3  | 3.7 | .000 | –   | .3  | .7  | .0  |

## Fallecimiento
Hennessy falleció el 20 de agosto de 2008 en Williamsburg, Virginia, a los 79 años de edad.